# Boys Do Cry
Boys Do Cry ist ein englischsprachiger Popsong, der von Marius Bear und Martin Gallop geschrieben wurde. Mit dem Titel hat Bear die Schweiz beim Eurovision Song Contest 2022 in Turin vertreten.

## Hintergrund
Bear schrieb den Song während der COVID-19-Pandemie, als er aufgrund von Konzert-Absagen viel Zeit zuhause verbringen musste. Der Song wurde am 8. März 2022 veröffentlicht und gleichzeitig als Beitrag für die Schweiz beim Eurovision Song Contest 2022 vorgestellt.

## Text und Musik
Musikalisch weist der Song Elemente aus dem Jazz-Bereich auf und bleibt insgesamt sehr ruhig. Er beginnt mit einer Strophe, gefolgt von einem Refrain und einer weiteren Strophe. Nach dem zweiten Refrain wird nochmals der zweite Teil des Refrains wiederholt.
Im Text geht es darum, dass man den Mut haben soll, Gefühle zu zeigen. Dies gilt insbesondere auch für Männer. Es ist ein Zeichen von Stärke, nicht von Schwäche. Der Titel wurde auch als Anspielung auf Boys Don’t Cry von The Cure verstanden.

## Musikvideo
Das Musikvideo fand als Premiere auf dem offiziellen YouTube-Kanal des Eurovision Song Contest statt und war gleichzeitig die Präsentation des Beitrags.
Im Video ist ein kleiner Junge zu sehen, der eine Ritterrüstung trägt. Er fühlt sich ausgeschlossen und möchte sich so vor Verletzungen schützen. Bear sagt, dass dieser Junge ihn als Kind widerspiegle.

## Beim Eurovision Song Contest
Da die Schweiz weder Gastgeber noch Teil der Big Five ist, musste sie sich mittels Halbfinale für das Finale am 14. Mai 2022 qualifizieren. Bei der Auslosung am 25. Januar 2022 in Turin wurde entschieden, dass die Schweiz im ersten Halbfinale in der ersten Hälfte antreten wird. Als am 29. März 2022 die endgültige Startreihenfolge veröffentlicht wurde, war klar, dass die Schweiz an vierter Stelle antreten wird. Die Choreografin Sacha Jean-Baptiste wird für die Inszenierung zuständig sein. Das Land konnte sich erfolgreich für das Finale qualifizieren und erhielt die Startnummer 5. Im Finale am 14. Mai erreichte die Schweiz mit insgesamt 78 Punkten den 17. Platz. Sie erhielt keinerlei Punkte von den Zuschauern.

## Chartplatzierungen
| ChartsChartplatzierungen | Höchstplatzierung | Wochen |
| ------------------------ | ----------------- | ------ |
| Schweiz (IFPI)           | 32 (2 Wo.)        | 2      |